# Tunnel de Lærdal
Le tunnel de Lærdal (en norvégien Lærdalstunnelen) est un tunnel routier de 24,5 km reliant Lærdal à Aurland dans le comté de Sogn og Fjordane à l'ouest de la Norvège. Depuis son inauguration le 27 novembre 2000, c'est le plus long tunnel routier au monde.
Sa construction débute en 1995 et s'achève en 2000. Le tunnel constitue une partie de la E16 qui relie Oslo à Bergen.
La conception du tunnel prend en compte la contrainte de la traversée pour les conducteurs. Aussi, le tunnel est divisé en quatre sections séparées par trois grandes cavernes creusées dans la montagne, qui cassent la routine, fournissant une vue apaisante et lumineuse reproduisant une aurore boréale, et permettent de faire demi-tour. En outre, il existe plusieurs points d'arrêt dans le tunnel.

## Construction
Un total de 2 500 000 mètres cubes de roche a été extrait du tunnel pendant sa construction de 1995 à 2000. Le tunnel commence juste à l'est d'Aurlandsvangen à Aurland, traverse une chaîne de montagnes et se termine à 5,5 kilomètres au sud de Lærdalsøyri à Lærdal. La conception du tunnel tient compte de la fatigue des conducteurs, de sorte que le tunnel est divisé en quatre sections, séparées par trois grandes grottes de montagne à intervalles de six kilomètres. Alors que le tunnel principal est éclairé en blanc, les grottes sont éclairées en bleu avec des lumières jaunes à la périphérie pour donner l'impression d'un lever de soleil. Les grottes ont pour but de rompre la routine, en offrant une vue rafraîchissante et en permettant aux conducteurs de prendre un court repos. Les grottes sont également utilisées comme points permettant de faire demi-tour, comme zones de repos et pour aider à limiter la claustrophobie pendant le trajet qui prend environ vingt minutes. Tous les kilomètres, un panneau indique quelle distance a déjà été parcourue, et combien il reste à parcourir. Pour empêcher les conducteurs d'être inattentifs ou de s'endormir, chaque voie est munie d'une bande rugueuse.

## Sécurité
Le tunnel n'a pas d'issues de secours. En cas d'accident et/ou d'incendie, les mesures de sécurité suivantes sont prévues : des téléphones d'urgence marqués "SOS" tous les 250 mètres, qui permettent de contacter la police, les pompiers et les hôpitaux. Des extincteurs sont placés tous les 125 mètres. Chaque fois qu'un téléphone d'urgence est utilisé dans le tunnel ou qu'un extincteur est retiré de son support, des feux d'arrêt et des panneaux électroniques indiquant : « snu og køyr ut » (en français : « faites demi-tour et sortez ») s'activent dans tout le tunnel. En outre, deux autres panneaux à affichage électroniques situés de chaque côté de l'entrée indiquent : « tunnelen stengt » (en français : « Tunnel fermé »). Quinze aires permettant de faire demi-tour pour les bus et les semi-remorques sont disponibles. En plus des trois grandes cavernes, des niches d'urgence ont été construites tous les 500 mètres. Les centres de sécurité de Lærdal et de Bergen procèdent à des inspections photographiques et au comptage de tous les véhicules qui entrent et sortent du tunnel. Le tunnel est également équipé d'un câblage spécial pour l'utilisation de la radio et des téléphones portables,. Des radars ont été installés en raison des excès de vitesse importants (il y a très peu d'autres routes complètement droites dans la région).

## Qualité de l'air
La qualité de l'air dans le tunnel est entretenue de deux façons : par la ventilation et la purification. De grands ventilateurs aspirent l'air des deux entrées, et l'air pollué est expulsé par le tunnel de ventilation vers Tynjadalen. Le tunnel de Lærdal est le premier au monde à être équipé d'une station de traitement de l'air, située dans une caverne de 100 mètres de large à environ 9,5 kilomètres au nord-ouest d'Aurlandsvangen. L'usine élimine à la fois la poussière et le dioxyde d'azote de l'air du tunnel. Deux grands ventilateurs aspirent l'air à travers la station de traitement, où la poussière et la suie sont éliminées par un filtre électrostatique. L'air est ensuite aspiré à travers un grand filtre à charbon, qui élimine le dioxyde d'azote.

Une des trois cavernes.
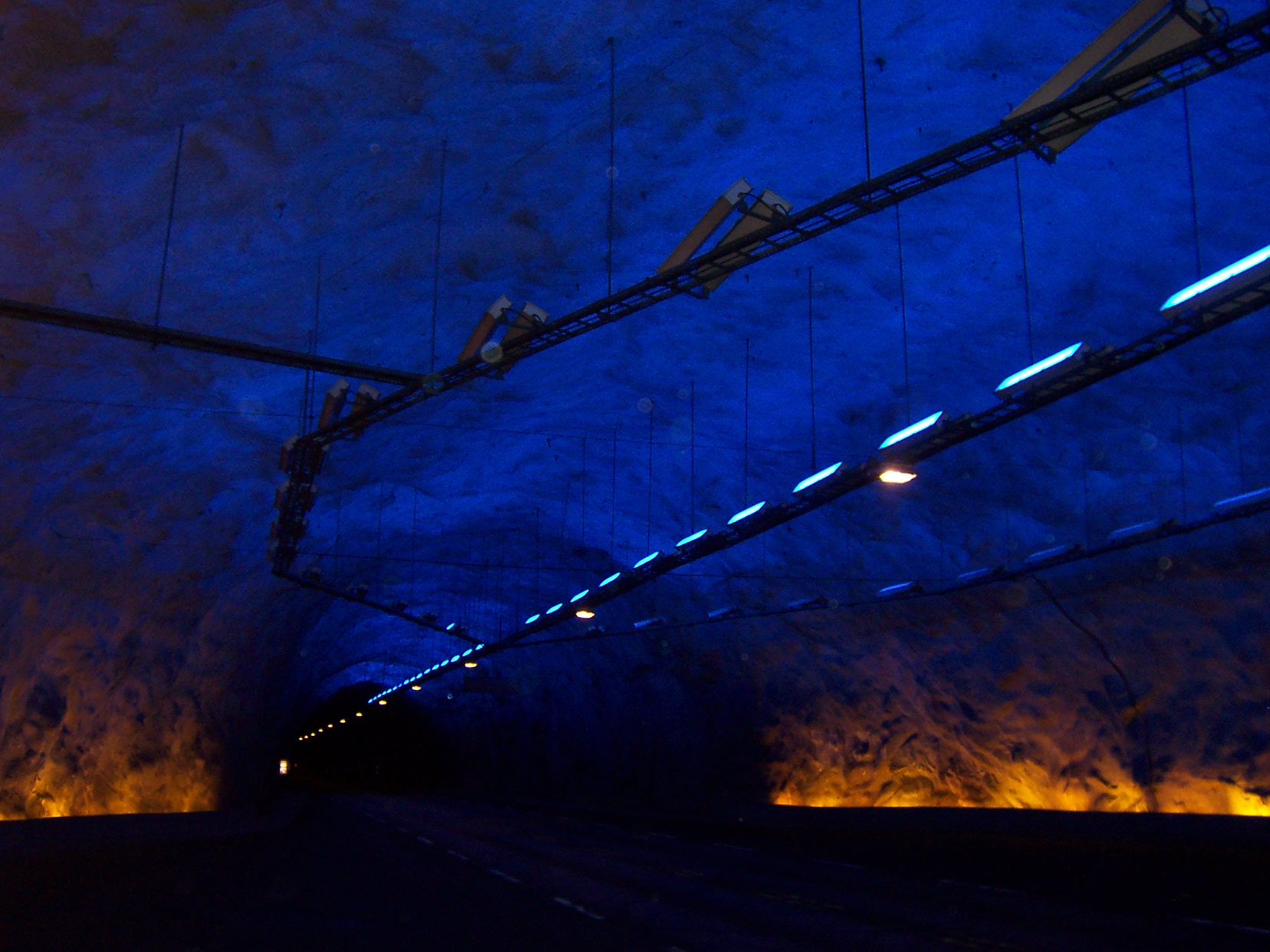
Une autre des trois cavernes.
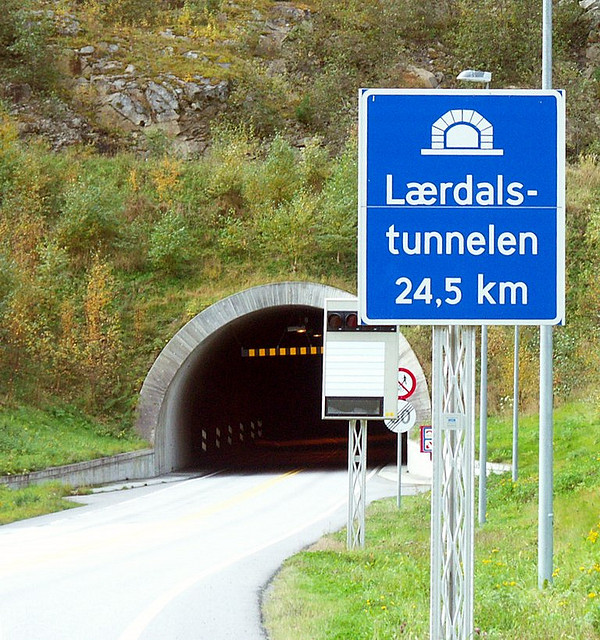
Entrée nord du tunnel.